# يوبا الثاني
يوبا الثاني أو يوبا الموريتاني (48 قبل الميلاد - 23 م) هو ابن يوبا الأول، شغل منصب الملك العميل لنوميديا (30– 25 ق.م) وموريطنية (25 ق.م – 23 م). وبصرف النظر عن فترة حكمه الناجحة للغاية، فقد كان باحثًا ومؤلفًا يحظى باحترام كبير. تزوج من كليوباترا سيليني الثانية (ابنة الملكة كليوباترا السابعة ملكة مصر البطلمية ومارك أنطوني). اتخذ مدينة شرشال الواقعة في الجزائر حاليا، عاصمة لحكمه للمملكته موريطانيا،، التي امتدت من وسط الجزائر إلى المحيط الأطلسي، وتغطي شمال المغرب حاليا، وجنوبًا إلى جبال الأطلس.
يمثل «يوبا الثاني» الملك الفاتح المثقف العظيم الذي شجع وناصر الفنون والعلوم والآداب وكان يتقن عدة لغات وقد ازدهرت في عهده العلوم والفنون الجميلة والعمران، فكان عصره هذا عصرا ذهبيا، ولكن يعيب عصره أنه برزت إلى الوجود مدن نوميدية وموريطانية رومانية المظهر.

## نشأته

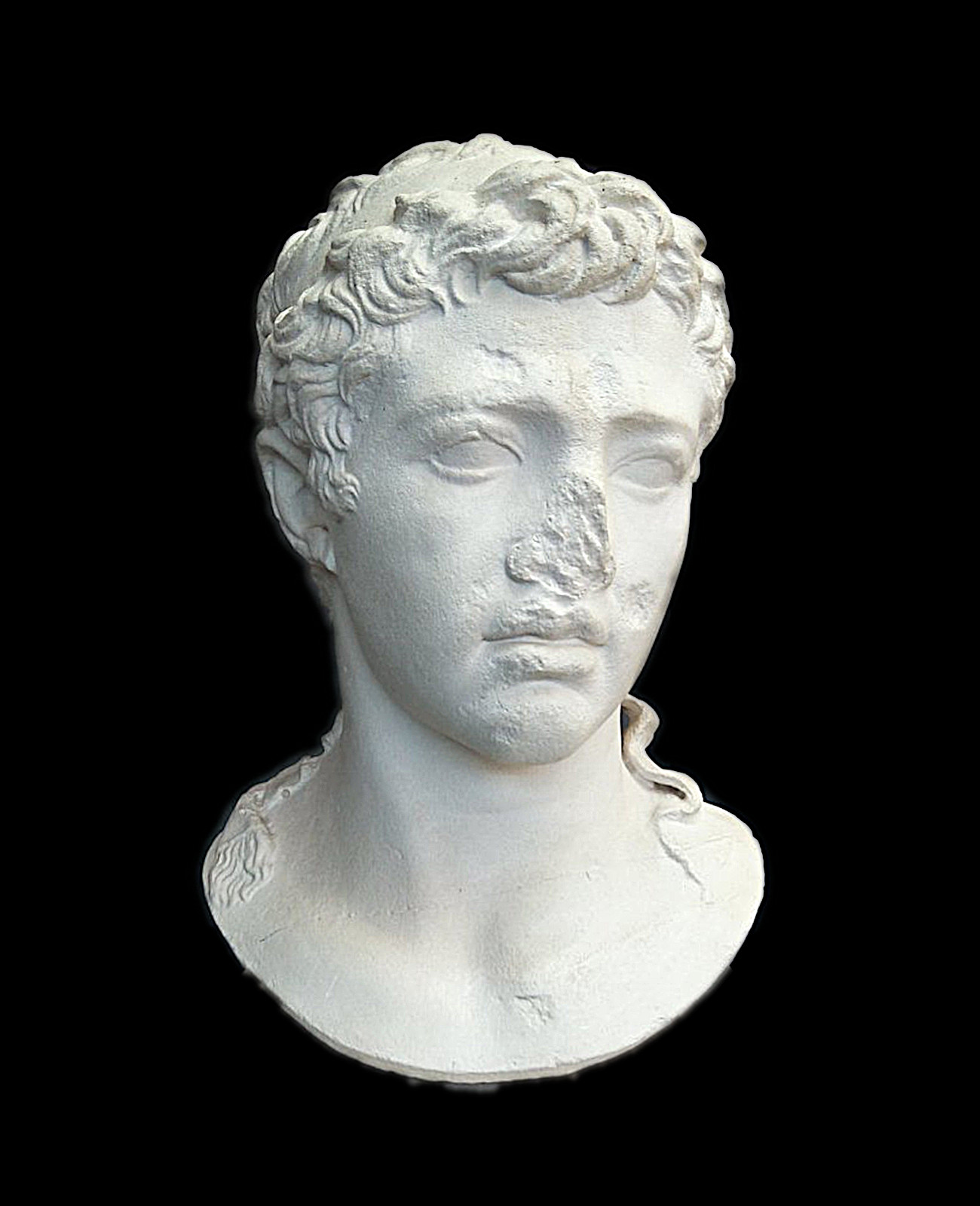
تمثال للملك جوبا الثاني - متحف شرشال - الجزائر

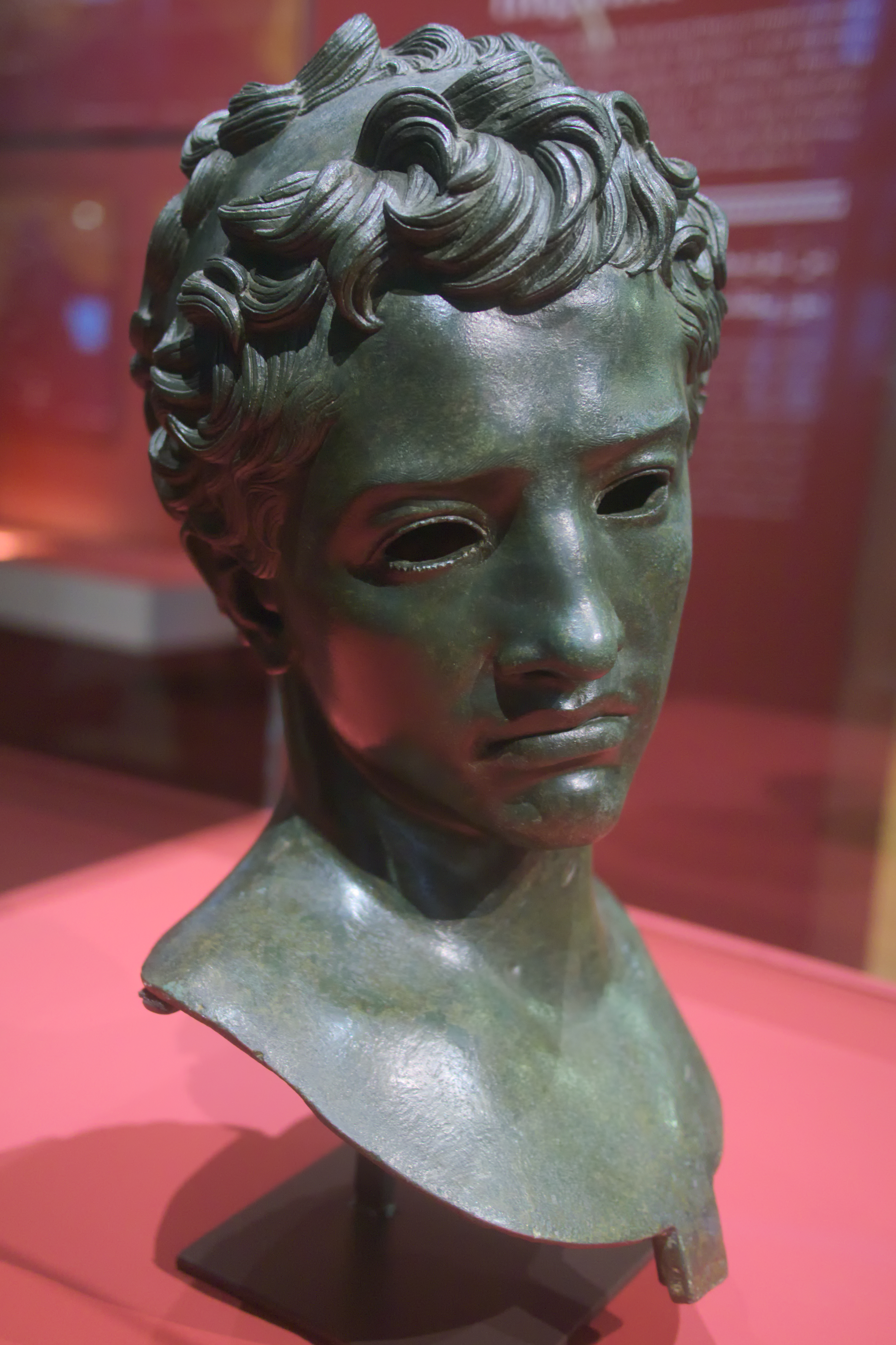
تمثال للملك جوبا الثاني

بعد هزيمة يوبا الأول النوميدي أمام القوات الرومانية، أسر يوليوس قيصر ابنه «يوبا الثاني» الذي كان طفلا صغيرا بين خمس وسبع سنوات، فحمله إلى روما، حيث نشأ في القصر، وعاش في كنف الإمبراطور أغسطس خلف قيصر، فعلمه الفنون والآداب والعلوم وشؤون الحكم في مدارس روما وأثينا ومعاهدهما.
ونظرا لمكانة يوبا الثانيالثقافية، وإخلاصه للإمبراطور الروماني القيصر أوكتافيوس، فقد أجلسه هذا الأخير على عرش موريطانيا. حكم يوبا الثاني خمسين سنة في ظل الحماية الرومانية. عرفت أيامه بالاستقرار والهدوء حتى توفي سنة 23م، ليخلفه ابنه بطليموس الموريطني الذي نهج سياسة أبيه في توحيد الأمازيغيين، وتحقيق آمالهم وطموحاتهم.

## زواجه

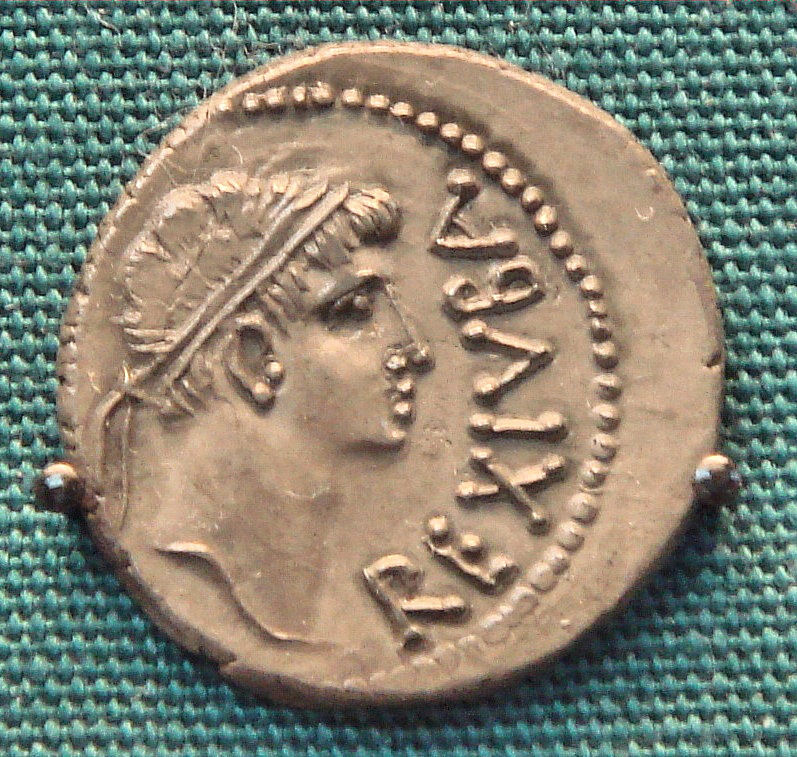
عملة نقدية تحمل صورة الملك يوبا الثاني

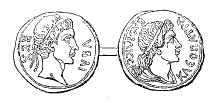
عملة ذهبية للملك جوبا الثاني وكليوباترا سيليني

تزوج من كليوباترا سلينى ابنة كليوباترا ملكة مصر ومارك أنطوني، وأنجبت له بطليموس الذي خلفه في الحكم سنة 23 م. ضربت النقود باسمه وباسم الملكة كليوباترا سيليني. هكذا، وفي حدود العام 25 ق.م، كانت المنطقة الممتدة إلى الغرب تحكم من طرف المدعو جوبا الثاني. اتخد جوبا الثاني من شرشال الشاطئية التي كان قد بناها الفينيقيون عاصمة له سماها قيصرية تكريما للإمبراطور الروماني سيزار.

## أهم انجازاته

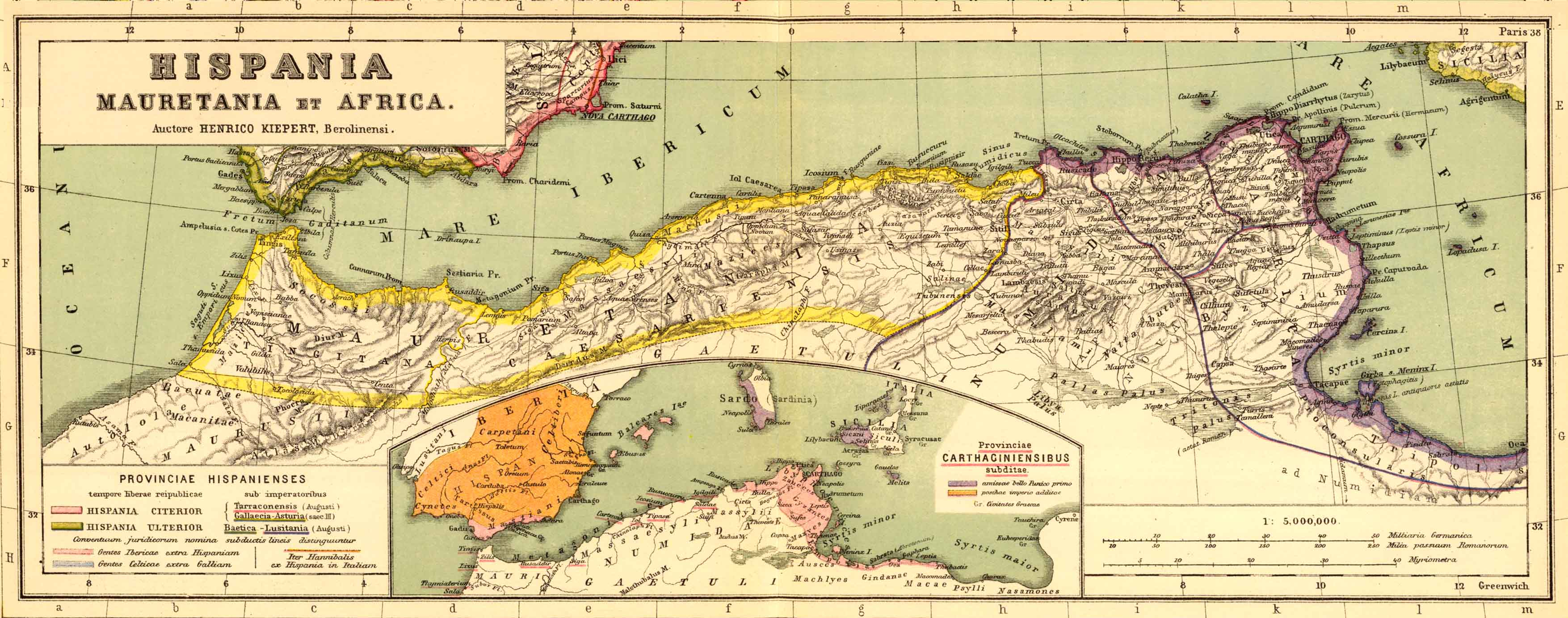
مملكة موريطنية في أقصى اتساعها

قام منذ تربعه على العرش الملكي بإنجازات عديدة حيث إهتم بالعلوم كونه درس في المدارس الرومانية واليونانية ومنها قام برحلات اكتشافية إلى جزر كنارية ورحلة إلى جبال الأطلس للبحث عن منبع نهر النيل وجلب من هناك تماسيح ليثبت نظريته وقام ببناء مكتبة ضخمة في عاصمته القيصرية شرشال وضم فيها كتب كثيرة منها موسوعته عن الرحلات والموسيقة وهي أرابيكا إلا أنه لم يقم بإصلاحات سياسية كبيرة تذكر كونه كان ينفذ قرارات الحكومة الرومانية.

## مدفنه

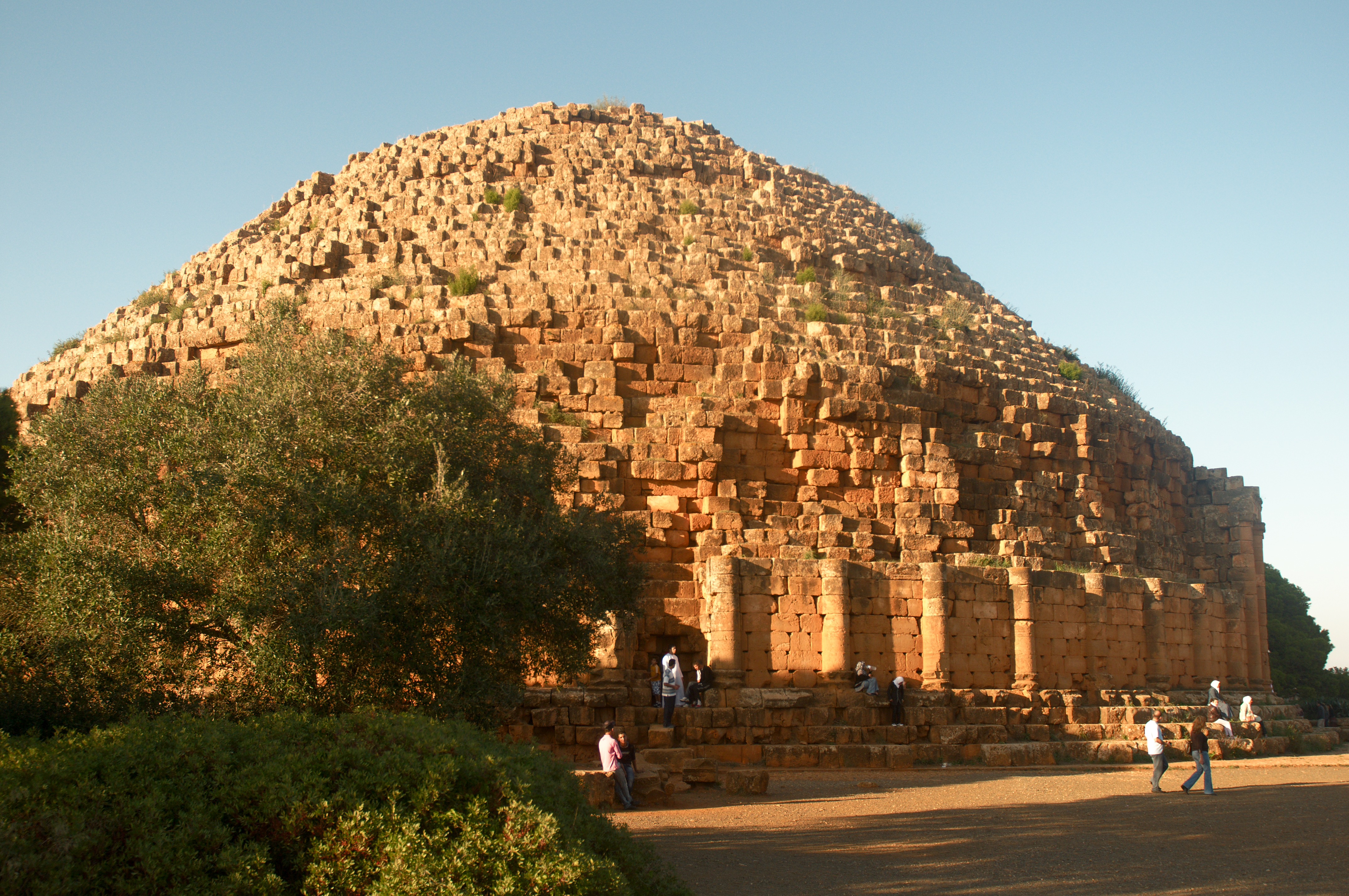
ضريح الملك يوبا الثاني الجزائر

بعد وفاته تم دفنه في المدفن الملكي الموريطاني مع زوجته كليوباترا سليني والواقع حاليا بمدينة تيبازة (60 كلم غرب الجزائر العاصمة) ويسمى «قبر الرومية» وشكله هرمي مستدير فيه تزاوج بين الهندسة الاغريقية المصرية والأمازيغية ويعد من معالم التراث العالمي.